# Brosylgroep

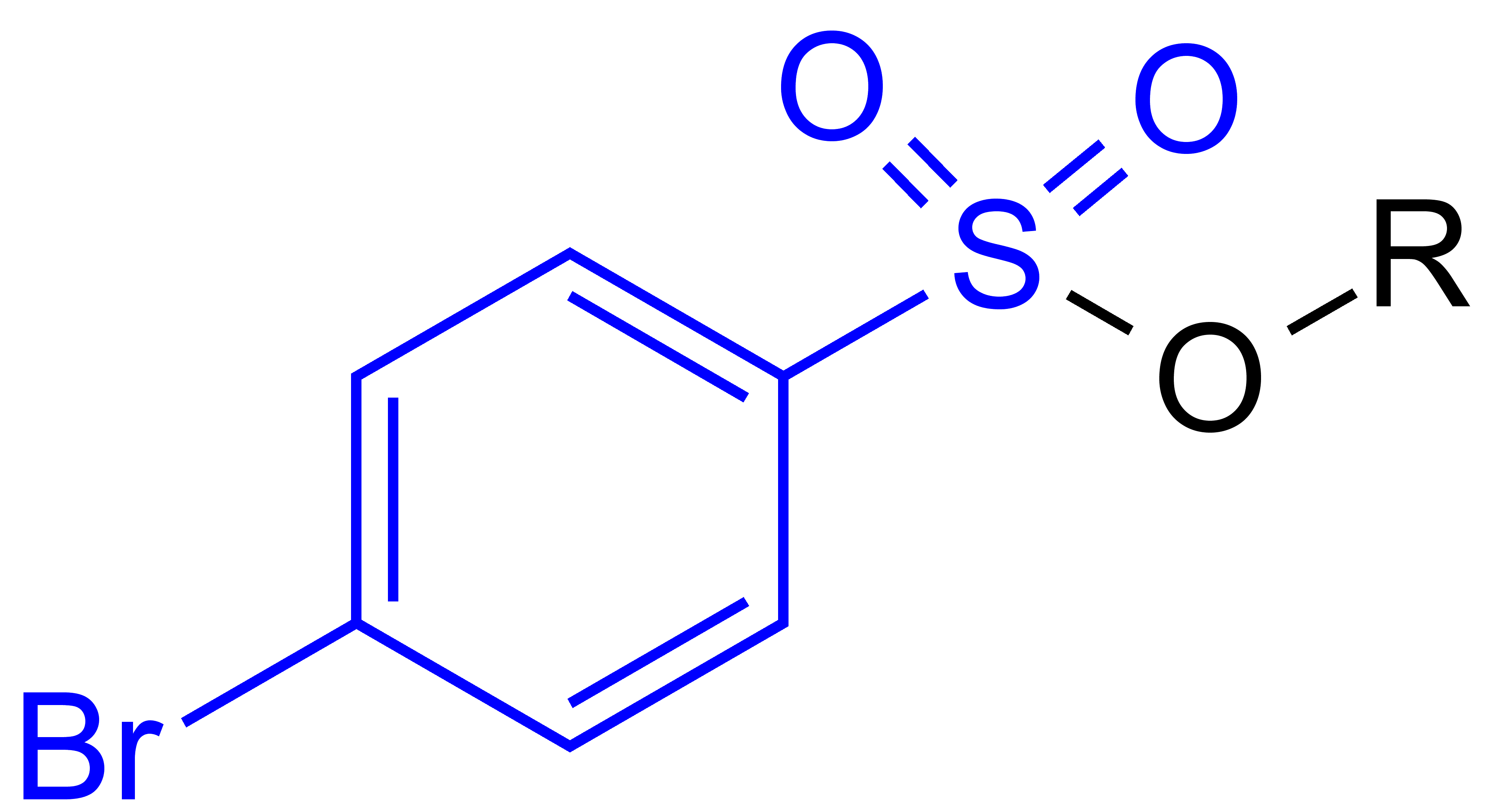
Algemene structuurformule van de brosylgroep.

De brosylgroep is een functionele groep in de organische chemie, waarbij de zuurrest (zonder zuurstof) van p-broombenzeensulfonzuur aan een organische verbinding is gebonden. De groep kan via een zuurstofatoom of via een NH-groep gekoppeld worden, waardoor het zich gedraagt als respectievelijk een ester of amide van p-broombenzeensulfonzuur. De esters (gebonden via zuurstof) worden gewoonlijk brosylaten genoemd. De tosylgroep en nosylgroep zijn verwante functionele groepen.

## Eigenschappen
De brosylgroep werkt sterk elektronenzuigend, omwille van de sulfongroep en de aanwezigheid van een aromatische ring. Bovendien is deze functionele groep een zeer goede leaving group, als gevolg van het feit dat p-broombenzeensulfonzuur een sterk zuur is. Via een nucleofiele substitutie kan het makkelijk verwijderd worden. Dat maakt brosylaten en verwanten erg reactief.

## Toepassingen
Brosylaten worden hoofdzakelijk in de organische synthese gebruikt als beschermende groep, die daarna gemakkelijk kan verwijderd worden. Zo worden de base- en zuurgevoelige alcoholen makkelijk omgezet in een brosylaat, zodat andere reacties met zuren of basen kunnen doorgaan, zonder dat zij het alcohol aantasten. Bovendien is via een substitutiereactie de omzetting naar een andere functionele groep mogelijk.